# Правовий режим криптовалют в Україні
Правовий режим криптовалют — регулювання ринку криптовалют в Україні. У деяких країнах операції з криптовалютою офіційно дозволені. Зазвичай вона розглядається як товар або інвестиційний актив і з метою оподаткування підпорядкована відповідному законодавству.

## Становлення в Україні
У листопаді 2014 року Національний банк України зробив заяву щодо правового режиму біткойнів у країні. У ній було зазначено, що використання біткойнів пов'язано з підвищеними ризиками через анонімність і децентралізованість операцій. Ця сфера є привабливою для протиправних дій, в тому числі відмивання грошей, отриманих злочинним шляхом, або для фінансування тероризму. На території України єдиною законною грошовою одиницею є гривня, випуск і обіг інших грошових одиниць як засобів платежу, а також використання грошових сурогатів заборонено.
За заявою НБУ, біткойн — це «грошовий сурогат, який не може використовуватися фізичними та юридичними особами на території України як засіб платежу, оскільки це суперечить нормам українського законодавства». Це було підтверджено словами голови Ради Національного банку України Богдана Данилишина у березні 2017 року. Данилишин зазначив, що Нацбанк України вивчає досвід впровадження інноваційних продуктів на ринку платежів і відстежує політику центральних банків і державних установ інших країн для того, щоб врегулювати питання віртуальних валют.
10 жовтня у Верховній Раді України, зареєстрували законопроєкт, згідно з яким криптовалюту пропонують визнати програмним кодом, який є об'єктом права власності. Законопроєкт також передбачає обкладання криптовалюти податком, порядок оподаткування операцій з майнінгу, обміну криптовалюти регулюється чинним законодавством України. Проєктом закону передбачено вільний обмін криптовалюти на інші цінності, послуги або товари.
8 вересня 2021 року Верховна рада легалізувала віртуальні активи, що дозволило власникам віртуальних активів легально обмінювати й декларувати їх. Закон мав також дозволити іноземним криптокомпаніям реєструвати блокчейн-бізнес в Україні.
15 березня 2022 року Президентом України було підписано Закон України "Про віртуальні активи" № 2074-IX від 17.02.2022 року, який повинен набрати чинності з дня набрання чинності законом України про внесення змін до Податкового кодексу України щодо особливостей оподаткування операцій з віртуальними активами. Станом на початок квітня 2023 року закон не був чинним.

## Обмін криптовалют
URI-схема "bitcoin:" офіційно включена у специфікації WHATWG для HTML5.
Як скорочення, замість «біткойн» часто пишуть BTC. Проте планується зміна на XBT для дотримання міжнародної системи кодів валют.